# Estadio Velódromo de Rocourt
El Estadio Velódromo de Rocourt (en francés: Stade Vélodrome de Rocourt) también conocido como Estadio Jules Georges (Stade Jules Georges), era un estadio de usos múltiples en la ciudad de Lieja, al sur de Bélgica. Fue utilizado inicialmente como el estadio para los partidos del R.F.C. de Lieja. Fue cerrado en 1995. La capacidad del estadio fue de 30.000 espectadores.
El Campeonato Mundial de Ciclismo en Pista de la UCI se celebró en el velódromo en cuatro ocasiones: 1950, 1957, 1963 y 1975.